# ريغان جونز
ريغان جونز (بالإنجليزية: Reagan Jones)‏ هو مغني أمريكي، ولد في 2 مارس 1973.